# Toxorhina dendroidea
Toxorhina dendroidea är en tvåvingeart som beskrevs av Alexander 1931. Toxorhina dendroidea ingår i släktet Toxorhina och familjen småharkrankar. Inga underarter finns listade i Catalogue of Life.